# Santalum album
Il sandalo citrino (Santalum album L.) è una piccola pianta tropicale della famiglia delle Santalacee. Alcuni popoli hanno attribuito grande significato alla sua fragranza e alle sue qualità medicinali.

## Descrizione
È un albero sempreverde che può raggiungere i 10 metri.
Possiede foglie intere ed opposte.
La pianta è provvista di piccoli fiori.
Il frutto è carnoso e manifesta un calice persistente.

## Ecologia
La pianta cresce in associazione simbiotica o parassitica con altri vegetali.

## Distribuzione e habitat
La pianta è originaria di India meridionale, Sri Lanka  e Indonesia; attualmente cresce nelle foreste tropicali e subtropicali di differenti Paesi, con clima umido, piovoso (tra 500 e 3000 mm annuali) e con una temperatura compresa fra 0 e 38 °C, e vive anche un secolo.

## Conservazione
La IUCN Red List classifica S. album come specie vulnerabile.

## Usi
Il suo legno contiene un olio volatile (olio di sandalo) utilizzato prevalentemente nei prodotti per massaggio e in quelli per l'igiene e la pulizia (saponi dermopurificanti).

In Asia, nella medicina ayurvedica il sandalo è utilizzato come astringente e diuretico e la polvere del legno veniva usata per curare la gonorrea.

Attualmente il sandalo è indicato, sempre sotto prescrizione e controllo medico, come balsamico e antisettico ed impiegato nella terapie delle cistiti. In aromaterapia gli vengono attribuite proprietà battericide, sedative, antidepressive, afrodisiache.